# 氹仔中央公園
氹仔中央公園位於澳門氹仔成都街，是澳門離島設施最完善的市政公園，於2012年12月31日開放使用。

## 概況
總投資達4.4億澳門元的氹仔中央公園，是特區政府為配合氹仔發展及改善居民居住環境而興建的一項大型公共設施。其佔地面積2.8萬多平方米（當中約1.3萬平方米為綠化面積），內設各種康樂設施，包括露天游泳池、露天綜合球場、圖書館、環園跑步徑、寵物活動區、健身區及擁有2,600個車位的地下兩層停車場等。對面有星皓廣場。

## 設施

### 兒童遊樂場
兒童遊樂場分為A、B兩個區域，A區位於成都街與廣東大馬路交界，B區位於哥英布拉街與基馬拉斯大馬路一段，其中A區於2017年進行重整工程，並於同年11月下旬完工並開放。A區遊樂場以“大海探索＂為主題，設有大帆船遊具、小火車、親子鞦韆、彈床等具特色的設施，於11月15日重新開放使用。
而B區重整工程於2017年12月展開，以“大海探索”為主題，設有大型機械森林、兒童攀爬牆、3D小山丘、發電單車及鞦韆等遊戲設施，總面積由約950平方米擴大至1,300多平方米，於2018年5月中旬重開。

### 其他設施
- 露天綜合球場
- 環園跑步徑
- 寵物活動區
- 健身區
- 遛狗區

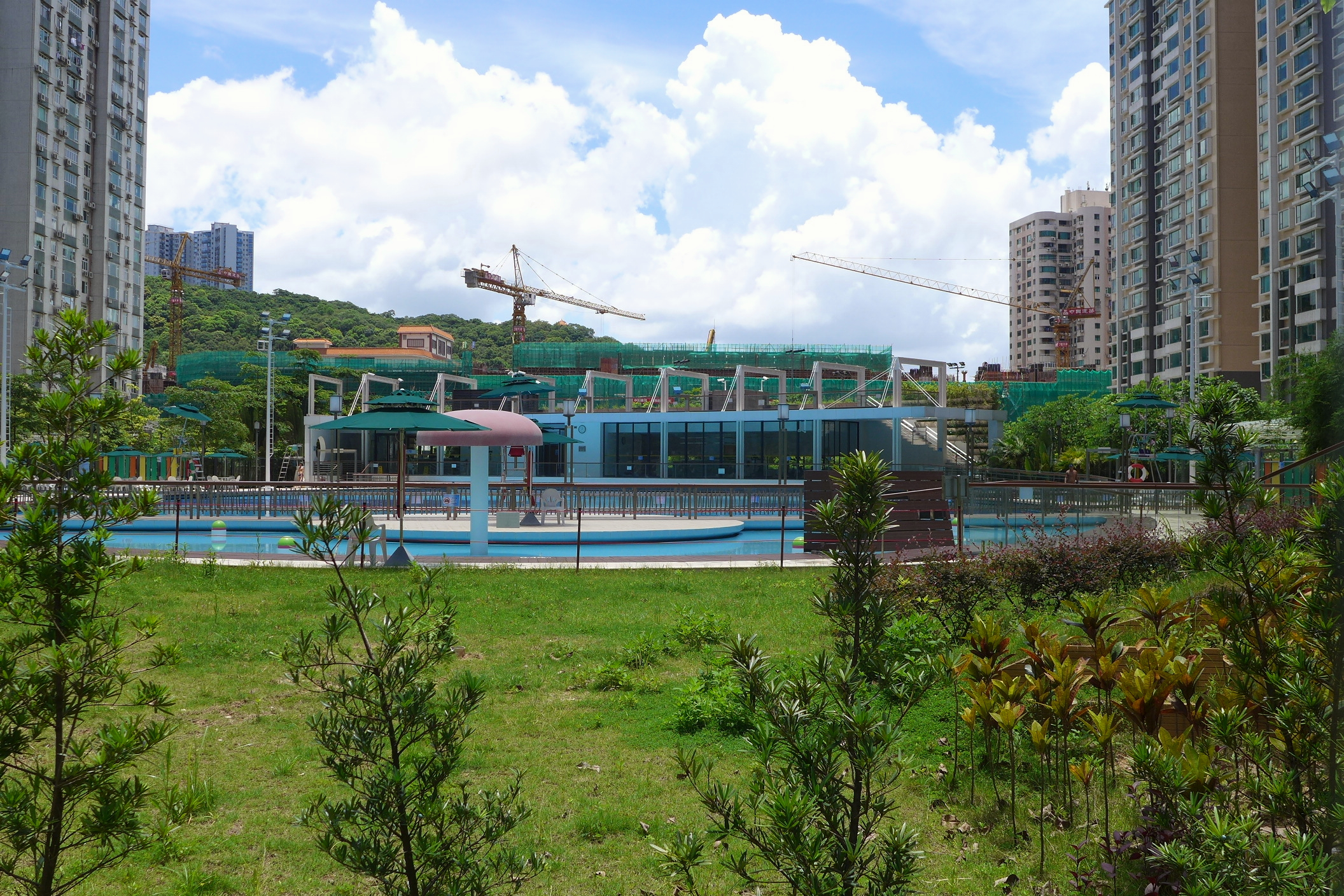
公園游泳池
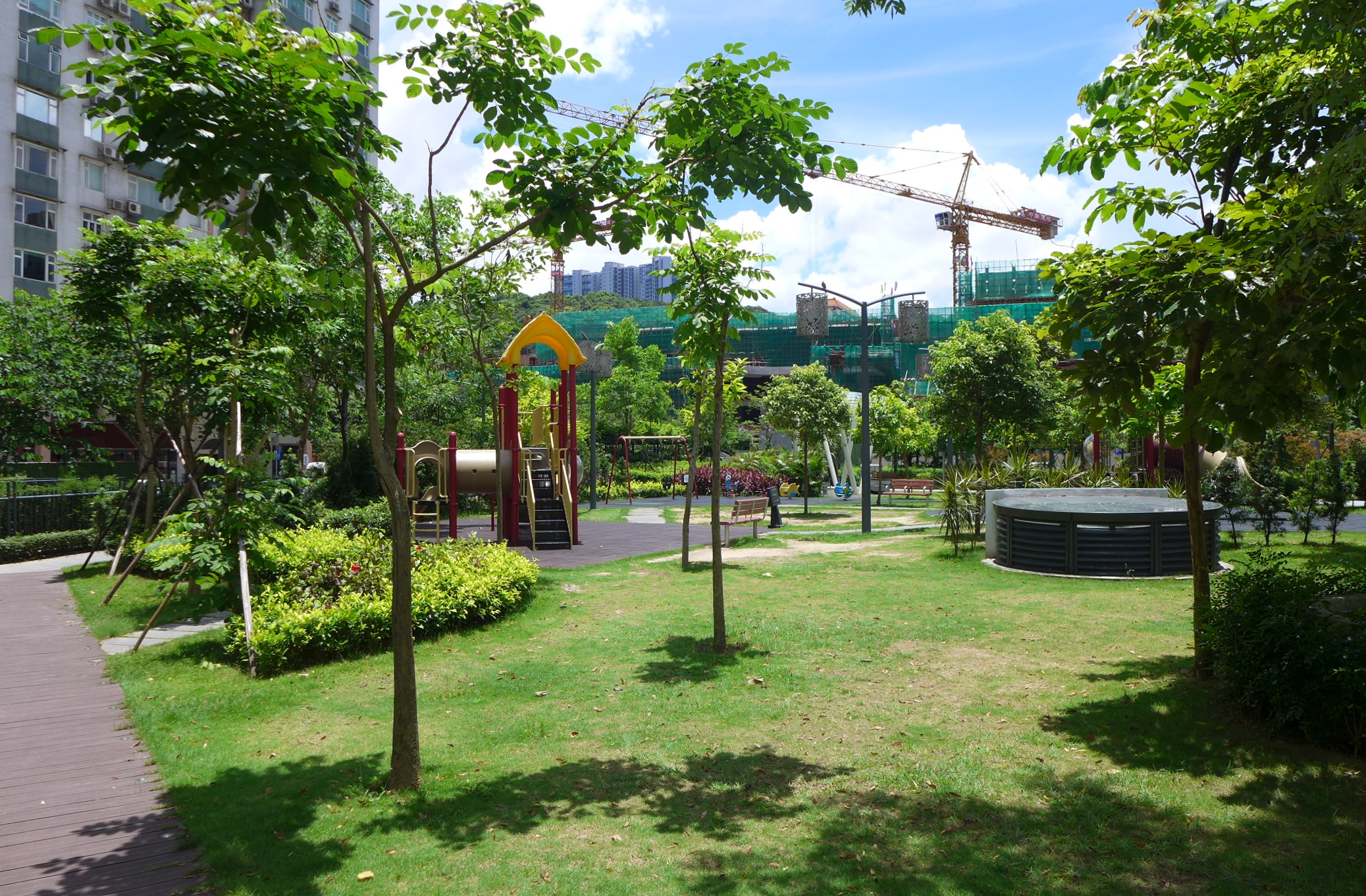
兒童遊樂場
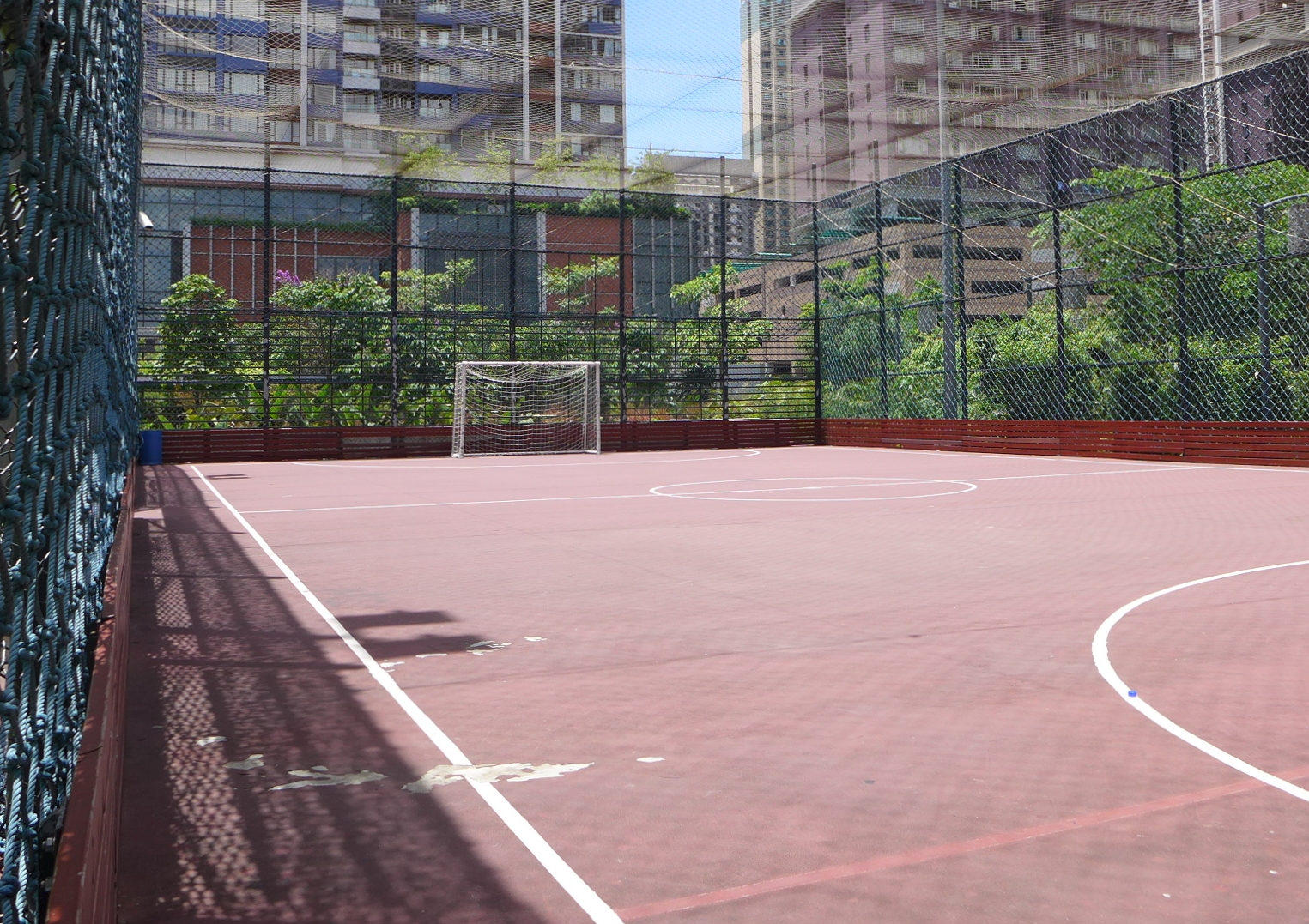
露天綜合球場
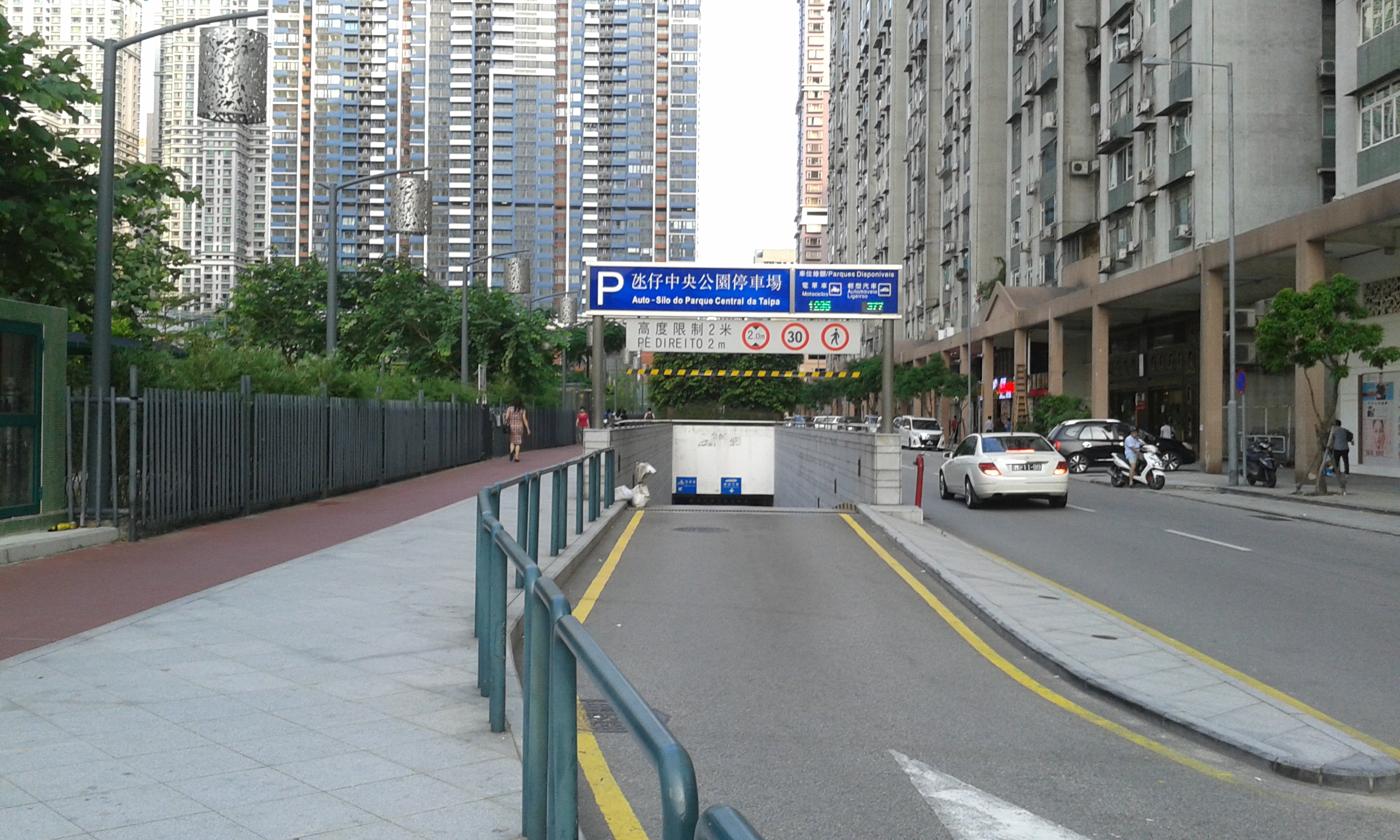
公園停車場入口

## 開放時間
- 氹仔中央公園開放時間：6:00 – 24:00
- 中央公園遛狗區開放時間：7:30 – 24:00[8]

## 交通

### 公共巴士
T352 廣東大馬路／濠景（Av. Kwong Tong / Nova Taipa）
路線：30、30X、36、37、MT2、MT5
T353 廣東大馬路／濠尚（Av. Kwong Tong / Nova Grand）
路線：11、30、35、36、MT5

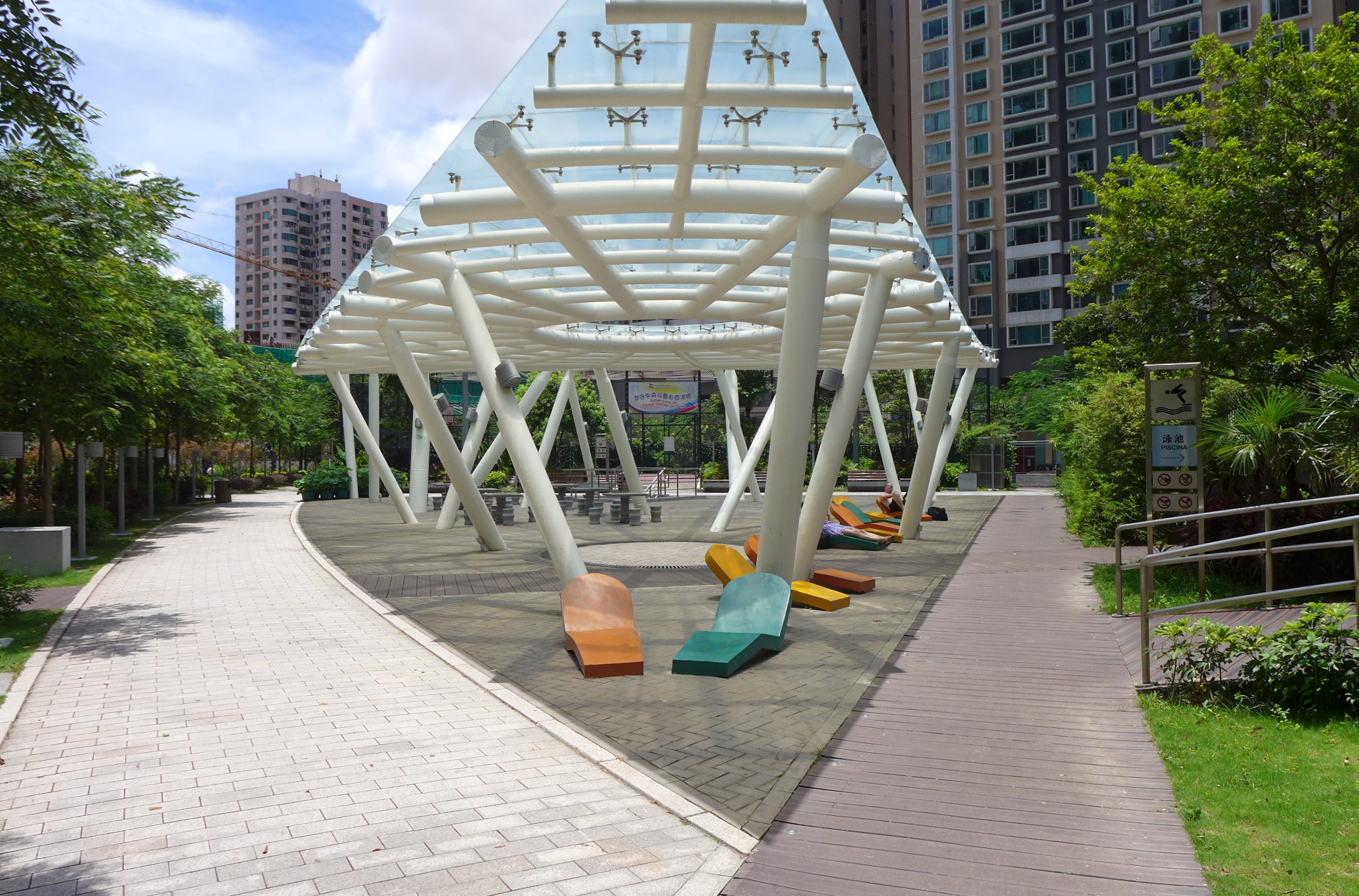
有蓋休憩區

T369 基馬拉斯／氹仔中央公園（Guimarães / Parque Central da Taipa）
路線：15S、37、H3、MT4、MT5、N5、N6
T370 基馬拉斯／濠珀（Guimarães / Nova Park）
路線：H3、MT4、MT5、N2、N5、N6
T412 氹仔中央公園／成都街（Parque Central da Taipa / R. Seng Tou）
路線：30X、36、MT2
T413 氹仔中央公園／哥英布拉街（Parque Central da Taipa / Rua de Coimbra）
路線：11、30、36、39

### 輕軌
- █  氹仔線運動場站（可通過基馬拉斯大馬路空中走廊前往此站，路程約7分鐘）